# ماروثا التكريتي
ماروثا التكريتية (السريانية: ܡܪܘܬܐ ܕܬܓܪܝܬ) كان المطران الأعظم للشرق ورئيس الكنيسة السريانية الأرثوذكسية الشرقية من عام 628 أو 629 حتى وفاته في عام 649. تحتفل به الكنيسة السريانية الأرثوذكسية قديسًا.

## السيرة

### الحياة المبكرة والتعليم
وُلد ماروثا لعائلة ثرية في ق. 565 في قرية شوارزق في منطقة بيت نوهدرا، وكان والده رئيس القرية. تلقى تعليمه في دير القديس صموئيل القريب قبل أن ينتقل إلى المدارس في قرى بيت قيق، وبيت طرطوس، وتل سلمى، وبيت بانو. أصبح راهبًا وكاهنًا في دير ناردوس، حيث أصبح معلمًا وعينه الأسقف زكا نائبًا له. ثم دخلت ماروثا دير القديس زكا بالقرب من الرقة في سوريا لدراسة اليونانية والسريانية واللاهوت، وخاصة أعمال غريغوريوس النزينزي، تحت إشراف الراهب ثيودور لمدة عشر سنوات. وبعد ذلك، اعتزل الناسك بالقرب من الرها، وخلال هذه الفترة أتقن الخط، ثم انتقل إلى دير بيت راقوم، بالقرب من بلد، ودرس على يد الراهب توماس.

### الحياة اللاحقة الوفاة
خدم ماروثا كمطران كبير للشرق حتى وفاته في 2 أيار 649 (في التقويم السلوقي: 960)، ودُفن في الكاتدرائية في قلعة تكريت. تُخلد ذكراه في سيرة ذاتية لتلميذه وخليفته دنحا الأول، وأضيف لاحقًا أيضًا إلى تقويم قديسي يعقوب الرهاوي وصليبا بن خيرون.

## فهرس
- Barsoum، Aphrem (2003). The Scattered Pearls: A History of Syriac Literature and Sciences. ترجمة: Matti Moosa (ط. 2nd). Gorgias Press. اطلع عليه بتاريخ 2020-07-14.
- Barsoum، Aphrem (2009). The Collected Historical Essays of Aphram I Barsoum. ترجمة: Matti Moosa. Gorgias Press. ج. 1. اطلع عليه بتاريخ 2021-06-26.
- Brock، Sebastian P. (2011). "Marutha of Tagrit". في Sebastian P. Brock؛ Aaron M. Butts؛ George A. Kiraz؛ Lucas Van Rompay (المحررون). Gorgias Encyclopedic Dictionary of the Syriac Heritage: Electronic Edition. Beth Mardutho. ص. 273–274. مؤرشف من الأصل في 2025-01-14. اطلع عليه بتاريخ 2021-03-08.
- Duval، Rubens (2013). Syriac Literature. ترجمة: Olivier Holmey. Gorgias Press.
- Fiey, Jean Maurice (2004). Lawrence Conrad (ed.). Saints Syriaques (بالفرنسية). The Darwin Press.
- Ignatius Jacob III (2008). History of the Monastery of Saint Matthew in Mosul. ترجمة: Matti Moosa. Gorgias Press.
- Kramers، Johannes Hendrik؛ Bosworth، Clifford Edmund (1986). "Takrīt". Encyclopaedia of Islam, Second Edition. ج. 10. ص. 140–141.
- Mazzola، Marianna، المحرر (2018). Bar 'Ebroyo's Ecclesiastical History : writing Church History in the 13th century Middle East. PSL Research University. مؤرشف من الأصل في 2022-05-20. اطلع عليه بتاريخ 2020-05-31.
- Mazzola، Marianna (2019). "Centralism and Local Tradition : A Reappraisal of the Sources on the Metropolis of Tagrit and Mor Matay". Le Muséon. ج. 132 ع. 3–4: 399–413. مؤرشف من الأصل في 2024-07-25. اطلع عليه بتاريخ 2020-07-12.
- Nicholson، Oliver، المحرر (2018). The Oxford Dictionary of Late Antiquity. Oxford University Press.
- Renard، John (2020). Crossing Confessional Boundaries: Exemplary Lives in Jewish, Christian, and Islamic Traditions. University of California Press.
- Wood، Philip (2013). The Chronicle of Seert: Christian Historical Imagination in Late Antique Iraq. Oxford University Press.